# Cittadella della salute

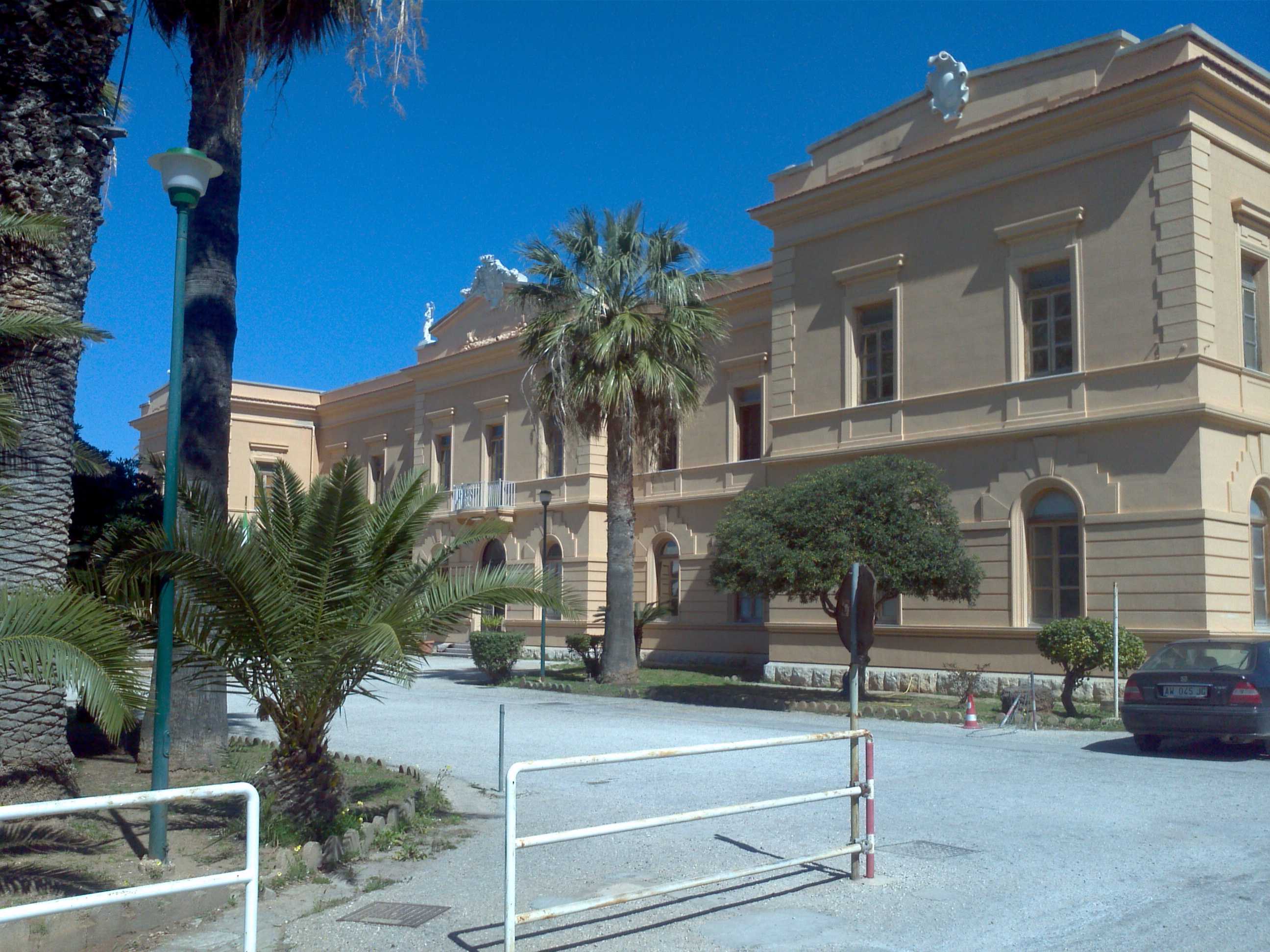
Palazzo Ulivo (corpo centrale)

La Cittadella della salute è una struttura sanitaria territoriale, nata dopo la dismissione dell'"ospedale psichiatrico provinciale" di Trapani. Oggi è sede del Distretto sanitario di Trapani e di diversi dipartimenti dell'Azienda sanitaria provinciale n.9.

## Storia
Nel 1906 venne acquistata dal consiglio provinciale di Trapani un'area salubre alle falde del monte Erice (allora monte San Giuliano) in località Raganzili, e fu bandito il concorso per il progetto di un ospedale psichiatrico, vinto dall'ingegnere Giuseppe Manzo. Ma solo nel 1931 venne posta la prima pietra del nosocomio, completato nel 1934. Constava di otto padiglioni per uomini e sei per donne. Durante il secondo conflitto mondiale fu parzialmente utilizzato come complesso chirurgico della Croce Rossa italiana.
Con la direzione sanitaria affidata nel 1953 a Gabriele Tripi iniziò la ricostruzione dopo i danni subiti dalla guerra e l'ospedale fu dotato di apparecchiature d'avanguardia, di campi di pallavolo e bocce e di un cinema-teatro da 200 posti. Dopo la riforma Basaglia, nel 1982 l'ospedale fu integrato con la  Comunità  terapeutica assistita, e nel 1999 fu definitivamente chiuso.
Ristrutturato dall'Azienda sanitaria locale, è stato riconvertito e oggi ospita nei suoi antichi padiglioni (ora palazzi dai nomi floreali) i dipartimenti di Salute mentale e Materno-infantile, il servizio di Psicologia, il servizio di Neuropsichiatria infantile, il centro Alzheimer, il servizio Veterinario,  il servizio per le Tossicodipendenze,  il laboratorio di Igiene e profilassi, il Consultorio, la Croce Rossa e gli uffici del Distretto sanitario di Trapani (CUP, Ambulatori, PTA). 

## Edifici
Il complesso ha tre ingressi: quello pedonale in viale della Provincia 2, quello carrabile da via Martogna, e quello per il Distretto, in via Cesarò 125 (sia pedonale che carrabile).
- Palazzo Papavero (Medicina legale - DMI)
- Palazzo Margherita (Guardia Medica)
- Palazzo Ciliegio (Centro Alzheimer)
- Palazzo Gelsomino (URP)
- Palazzo Geranio (Magazzino)
- Palazzo Gladiolo (DCA)
- Palazzo Giglio (Vaccinazioni - Psicologia)
- Palazzo Iris (DSA)
- Palazzo Mimosa (Veterinaria)
- Palazzo Ulivo (DSM)
- Palazzo Melograno (Screening)
- Palazzo Pesco (Farmacia)
- Palazzo Quercia (Formazione - Usca)
- Palazzo Tulipano (SERT)
- Palazzo Mandorlo (PPI)
- Palazzo Arancio (CRI)
- Palazzo Verde - Distretto (CUP, Polimbulatorio, PTA)